# Гурьянов, Павел Яковлевич
Павел Яковлевич Гурьянов (1918—1960) — старший сержант Рабоче-крестьянской Красной Армии, участник Великой Отечественной войны, Герой Советского Союза (1943).

## Биография
Павел Гурьянов родился 15 декабря 1918 года в селе Щербеть Спасского уезда Казанской губернии (ныне Спасского района Татарстана) в рабочей семье. Окончил школу-семилетку, после чего работал мотористом на пароходе, а затем слесарем на различных предприятиях в Казани. 
В 1939 году Гурьянов был призван на службу в Рабоче-крестьянскую Красную Армию. Проходил службу на Дальнем Востоке. С мая 1942 года — на фронтах Великой Отечественной войны. Принимал участие в боях на Брянском, Центральном, Воронежском, 1-м Украинском фронтах. Участвовал в боях под Воронежем, Курской битве, освобождении Украинской ССР и Польши, Берлинской и Пражской операциях. К сентябрю 1943 года сержант Павел Гурьянов командовал отделением телефонно-кабельного взвода 622-й отдельной роты связи 74-й стрелковой дивизии 13-й армии Центрального фронта. Отличился во время форсирования Десны и битвы за Днепр.
В ходе переправы советских войск через Десну в районе села Оболонье Коропского района Черниговской области Украинской ССР Гурьянов, соорудив плот, переправил своё отделение на западный берег реки, а затем в течение нескольких суток, плавая на бревне, устранял повреждения, обеспечив бесперебойную связь штабу дивизии с западным берегом, причём помимо основной линии связи проложил через реку ещё и запасную. В ночь с 23 на 24 сентября 1943 года во время переправы через Днепр в районе села Комарин Брагинского района Гомельской области Белорусской ССР вместе со своим отделением Гурьянов одним из первых переправился через реку и проложил связь. В дальнейшем ему пришлось пять раз переплывать на лодке Днепр, устраняя повреждения на линии.
Указом Президиума Верховного Совета СССР от 16 октября 1943 года за «мужество, отвагу и героизм, проявленные в боях с немецкими захватчиками» сержант Павел Гурьянов был удостоен высокого звания Героя Советского Союза с вручением ордена Ленина и медали «Золотая Звезда» за номером 3277.
В 1945 году в звании старшего сержанта Гурьянов был демобилизован. Проживал и работал в Казани. Скончался 16 июня 1960 года, похоронен на Арском кладбище.
Был также награждён рядом медалей. В селе Щербеть Гурьянову установлен памятник.

## Известные адреса
- Казань, Большая ул., дом 104, кв. 2. (дом снесён).[2]